# Humilladero
Humilladero ist eine Gemeinde (municipio) mit 3.360 Einwohnern (Stand: 2024) in der Provinz Málaga in der Autonomen Region Andalusien im Süden Spaniens. 

## Geographie
Die Gemeinde liegt an der Grenze zur Provinz Sevilla, 78 km von der Stadt Málaga und 528 km von Madrid entfernt. Sie grenzt an Alameda, Antequera, Fuente de Piedra, Mollina und La Roda de Andalucía. 

## Geschichte
Die Ortschaft wurde im Jahre 1618 gegründet, wobei es Theorien gibt, welche die Gründung auf das 15. Jahrhundert datieren.

## Bevölkerungsentwicklung
| 1842 | 1900  | 1950  | 1980  | 1990  | 2000  | 2010  | 2020  |
| ---- | ----- | ----- | ----- | ----- | ----- | ----- | ----- |
| 550  | 1.588 | 2.822 | 2.259 | 2.338 | 2.691 | 3.340 | 3.300 |

## Sehenswürdigkeiten
- Kirche Virgen del Rosario